# Metropolia belgradzka (prawosławna)
Metropolia belgradzka – prawosławna administratura funkcjonująca w latach 1830–1878 jako struktura autonomiczna podległa Patriarchatowi Konstantynopolitańskiego, a następnie od 1879 do 1920 – autokefaliczna. Następnie, w związku z powstaniem Królestwa Serbów, Chorwatów i Słoweńców, połączyła się w restytuowany Patriarchat Serbski z Metropolią Czarnogóry oraz Metropolią Karłowicką. 

## Historia
Autokefaliczny Serbski Kościół Prawosławny powstał w 1219. Po podboju ziem serbskich przez Turków Patriarchat Serbski został nieoficjalnie zlikwidowany, następnie w 1557 zalegalizowany ponownie i w 1776 powtórnie zlikwidowany i podporządkowany Patriarchatowi Konstantynopolitańskiemu. Biskupi serbscy zostali usunięci z katedr i zastąpieni duchownymi greckimi. Język koine został również wprowadzony na stałe do praktyki liturgicznej. Sytuacja ta zmieniła się po sukcesie drugiego powstania serbskiego, które zmusiło Turcję do nadania Serbii statusu autonomicznego księstwa. W 1831 książę Miłosz Obrenović porozumiał się z Patriarchatem Konstantynopolitańskim w sprawie utworzenia w Belgradzie autonomicznej metropolii i usunięcia z katedr biskupich w Serbii hierarchów, którzy wcześniej popadli w konflikt z przywódcami serbskich powstań wyzwoleńczych. 
Metropolia belgradzka uzyskała status autokefalicznego Kościoła prawosławnego w 1878, w związku z uzyskaniem niepodległości przez Serbię.

## Metropolici belgradzcy
- Melecjusz (Pavlović), 1831–1833[3]
- Piotr (Jovanović), 1831–1859[5]
- Michał (Jovanović), 1859–1881[6]
- Teodozjusz (Mraović), 1881–1889[7]
- Michał (Jovanović), ponownie, 1889–1898[6]
- Innocenty (Pavlović), 1898–1905[8]
- Dymitr (Pavlović), metropolita w latach 1905–1920, od 1920 patriarcha Serbii